# وایه بک
وایه بک، روستایی از توابع بخش تنکمان شهرستان نظرآباد در استان تهران ایران است.

## جمعیت
این روستا در دهستان نجم‌آباد قرار دارد و براساس سرشماری مرکز آمار ایران در سال ۱۳۸۵، جمعیت آن ۱۵۳ نفر (۳۸خانوار) بوده‌است.